# Källvitmossa
Källvitmossa (Sphagnum flexuosum) är en bladmossart som beskrevs av Frans François Dozy och Molkenboer 1851. Enligt Catalogue of Life ingår Källvitmossa i släktet vitmossor och familjen Sphagnaceae, men enligt Dyntaxa är tillhörigheten istället släktet vitmossor och familjen Sphagnaceae. Arten är reproducerande i Sverige. Inga underarter finns listade i Catalogue of Life.